# زفنیگ بای نویربورگ
زفنیگ بای نویربورگ (به آلمانی: Sevenig bei Neuerburg) یک شهر در آلمان است که در بیتبورگ-پروم واقع شده‌است. زفنیگ بای نویربورگ ۵۴ نفر جمعیت دارد.